# Anisomycine
L'anisomycine, connue aussi sous le nom de flagecidine est un antibiotique produit par la bactérie Streptomyces griseolus qui inhibe la synthèse des protéines. L'inhibition partielle de la synthèse d'ADN apparaît aux concentrations d'anisomycine qui inhibent 95 % de la synthèse protéique. L'anisomycine peut activer les protéine kinases activables par le stress, les MAP kinases et d'autres voies de transduction du signal.
L'anisomycine est inactive contre les bactéries. 

## Pharmacologie
L'anisomycine interfère avec la synthèse de l'ADN et des protéines en inhibant la peptidyl transférase ou le système ribosome 80s. 

## Biosynthèse
Malgré l'usage à large échelle comme inhibiteur de la biosynthèse des protéines, il y a eu peu d'études centrées sur la synthèse de l'anisomycine.

## Autres utilisations
- Inhibition du fonctionnement de la mémoire

L'anisomycine est aussi évoquée comme possible psychotrope car elle pourrait inhiber la consolidation de mémoire à long terme dépendante du contexte.
L'injection d'anisomycine dans l'hippocampe a été proposée pour l'effacement sélectif des souvenirs.
- Réactif d'aide au diagnostic bactériologique

L'anisomycine est utilisée comme composant du Martin Lewis Agar, un produit de diagnostic in vitro qui est beaucoup utilisé aux États-Unis pour distinguer Neisseria gonorrhoeae et Neisseria meningitidis.
- Lutte contre le cancer

En utilisant une nouvelle méthode d'évaluation à haut débit, Mawji et al ont montré que l'anisomycine peut rendre sensibles des cellules épithéliales métastatiques à l'anoïkose et diminuer l'implantation des cellules tumorales circulantes in vivo. L'anisomycine accomplit cette activité antimétastatique en partie en diminuant le nombre de protéines inhibant les récepteurs à l'apoptose FLIP. Dans un autre travail, l'équipe de Mawji montra que les niveaux de FLIP sont plus élevés dans les cellules métastatiques que dans les cellules non-métastatiques, et que diminuer les niveaux de FLIP en utilisant les ARNi (ARN interférents) ou d'autres petites molécules inhibitrices de FLIP peut rendre sensibles les cellules métastatiques à l'anoïkis. Étant donné que le FLIP est un inhibiteur de l'anoïkose, et que diminuer le FLIP peut rendre sensibles les cellules métastatiques à l'anoïkose, l'équipe Mawji a proposé que la diminution de FLIP pourrait être une voie de recherche dans la lutte contre les cancers métastasés.